# 旧赤色砂岩
旧赤色砂岩（きゅうせきしょくさがん、旧赤砂岩層、英: Old Red Sandstone）はイギリスのシェトランドからウェールズにかけて広く分布するデボン紀の地層名でペルム紀の新赤色砂岩と区別される。厳密な年代は後期シルル紀から初期石炭紀まで含む。
砂岩を主とし、礫岩、泥岩、シルト岩、薄い石灰岩が見られる。沖積堆積物で砂丘、湖沼、河川での堆積による。赤色は酸化鉄を含むためだが、灰色、緑色、紫色を示すこともある。カレドニア造山運動によりできた旧赤色砂岩大陸が浸食された堆積物と考えられる。

## 研究史
1787年地質学者ジェームズ・ハットンは不整合理論を発表、翌年にスコットランド東海岸のシッカーポイントで、地質学上有名な傾斜不整合を発見し、理論を確証した。その不整合はほぼ垂直の4億2500万年前のシルル紀砂岩をやや傾斜した3億4500万年前の旧赤色砂岩が被うものであった。19世紀にはヒュー・ミラー、ヘンリー・デ・ラ・ビーチ、アダム・セジウィック等が精力的に化石を調べ、デボン紀に決定した。

## 建築石材
この地層が地表に出ている地域では石材として建物に使われる。